# アフリカチヌ属
アフリカチヌ属 (学名: Diplodus) は、タイ科の下位分類群の1つ。大西洋、西インド洋、地中海に分布する。

## 分類と名称
1814年にフランスの博物学者であるコンスタンティン・サミュエル・ラフィネスクによって初めて属として提案され、その唯一の種は Sparus annularis であった。S. dentex は、1758年にカール・フォン・リンネによって「自然の体系」の中で記載され、タイプ産地は地中海であった。3つの系統群が存在し、1つ目はチチュウカイチヌと D. bellottii、2つ目はアフリカチヌと D. prayensis から構成され、3つ目はさらに細分化される。最初のサブ系統群はシマチヌとオグロダイから構成され、2つ目は D. fasciatus と広義の D. cervinus (D. hottentotus、D. omanensis、マスカリン諸島固有の D. striatus を含む) から構成され、3つ目はアフリカチヌ (D. prayensis を含む) とサルゴ種群から構成される。サルゴ種群は西大西洋の種、スミツキダイ、D. bermudensis、D. caudimacula、D. holbrooki から構成される。紅海固有種の D. noct、インド洋固有種の D. kotschyi、東地中海の D. levantinus、東大西洋の D. ascensionis、D. cadenati、D. capensis、D. helenae、D. lineatus、サルゴから成る。またサルゴ種群はカーボベルデ地域に起源を持ち、そこから拡散して種分化したと考えられている。アフリカチヌ亜科に分類されることもあるが、『Fishes of the World』第5版ではタイ科に亜科を認めていない。従来スズキ目に分類されていたが、『Fishes of the World』第5版では、タイ目に分類されている。属名は「二重の歯」を意味し、ラフィネスクは意味を説明していないが、切歯と大臼歯の2種の歯があること、または切歯が二重になっていることに由来する。

## 下位分類
以下の種が分類されている。
- Diplodus annularis (Linnaeus, 1758) チチュウカイチヌ (Annular seabream)
- Diplodus argenteus Valenciennes, 1830) スミツキダイ (Silver seabream)
- Diplodus ascensionis (Valenciennes, 1830)[8]
- Diplodus bellottii (Steindachner, 1882) (Senegal seabream)
- Diplodus bermudensis D. K. Caldwell, 1965 (Bermuda seabream)
- Diplodus cadenati de la Paz, Bauchot & Daget, 1974 (Moroccan white seabream)[8]
- Diplodus capensis (A. Smith, 1844) (Cape white seabream)
- Diplodus caudimacula (Poey, 1860)[8]
- Diplodus cervinus (R. T. Lowe, 1838) (Zebra seabream)
- Diplodus fasciatus (Valenciennes, 1830) (Banded seabream)
- Diplodus helenae (Sauvage, 1879) (St. Helena white seabream)[8]
- Diplodus holbrookii (T. H. Bean, 1878) (Spot-tail seabream)
- Diplodus hottentotus (A. Smith, 1844)
- Diplodus kotschyi (Steindachner, 1876) (One-spot seabream)[8]
- Diplodus levantinus R. Fricke, Golani & Appelbaum-Golani, 2016[8]
- Diplodus lineatus (Valenciennes, 1830)[8]
- Diplodus noct (Valenciennes, 1830) (Red Sea seabream)
- Diplodus omanensis Bauchot & Bianchi, 1984 (Oman seabream)
- Diplodus prayensis Cadenat, 1964 (Two-banded seabream)
- Diplodus puntazzo (Walbaum, 1792) シマチヌ (Sharp-snout seabream)
- Diplodus sargus (Linnaeus, 1758) サルゴ (White seabream)
- Diplodus striatus (Bliss, 1883)[8]
- Diplodus vulgaris (É. Geoffroy Saint-Hilaire, 1817) アフリカチヌ (Common two-banded seabream)

## 分布
大西洋、地中海、黒海、インド洋西部に分布する。

## 形態
体は細長い卵形で、体高は高い。上顎前部には切歯のような歯が8 - 12本あり、残りの歯は大臼歯のような形をしている。側線鱗数は60以上。背鰭と臀鰭基部には鱗のある鞘がある。前鰓蓋の縁には鱗がない。体には暗色の縞が入る場合もあれば、銀色で尾柄に黒い斑点があるだけの場合もある。最大種は D. hottentotus とシマチヌで、公表されている最大全長は60cmである。最小種は D. ascensionis で、公表されている最大全長は22cmである。